# Nham Đầu Toàn Hoát
Nham Đầu Toàn Hoát (zh. yántóu quánhuò 巖頭全豁, ja. gantō zenkatsu), 828-887, là 
Thiền sư Trung Quốc, môn đệ xuất sắc của Đức Sơn Tuyên Giám. Thiền sư Thuỵ Nham Sư Ngạn là người nối pháp của Sư.

## Cơ duyên
Sư họ Kha, quê ở Tuyền Châu, xuất gia lúc còn nhỏ tuổi. Sau đó sư du lịch bốn phương, kết bạn cùng Tuyết Phong Nghĩa Tồn và Khâm Sơn Văn Thuý (Sư và Tuyết Phong trở thành hai môn đệ hàng đầu của Đức Sơn, Khâm Sơn sau đến Động Sơn Lương Giới thụ pháp). Nơi Đức Sơn, sư ngộ yếu chỉ thiền. Cùng với Tuyết Phong, sư đến từ giã Đức Sơn, Đức Sơn hỏi:
"Đi về đâu?"
Sư thưa: "Tạm từ Hoà thượng hạ sơn."
Đức Sơn hỏi: "Con về sau làm gì?"
Sư thưa: "Chẳng quên"
Đức Sơn lại hỏi: "Con nương vào đâu nói lời này?"
Sư thưa: "Đâu chẳng nghe: ‘Trí vượt hơn thầy mới kham truyền trao, trí ngang bằng thầy, kém thầy nửa đức.’"
Đức Sơn bảo: "Đúng thế! Đúng thế! Phải khéo hộ trì."
Sau khi rời Đức Sơn, sư đến núi Ngọa Long Động Đình cất am. Học giả đến học tấp nập.

## Pháp ngữ
Có một vị tăng mới đến, sư hỏi:
"Từ đâu đến?"
Tăng thưa: "Từ Tây Kinh đến."
Sư hỏi: "Sau trận giặc Hoàng Sào lại lượm được kiếm chăng?"
Tăng thưa: "Lượm được."
Sư đưa cổ ra làm thế nhận chặt, tăng nói: "Đầu thầy rơi." Sư cười to.
Sư dạy chúng: 
"Phàm việc trong đại tổng cương tông phải biết cú. Nếu chẳng biết cú khó hội được câu nói. Cái gì là cú? Khi trăm việc chẳng suy nghĩ, gọi là chính cú, cũng gọi là ở trên đỉnh, là được trụ, là rõ ràng, là tỉnh tỉnh, là chắc thật, là khi Phật chưa sinh, là đắc địa… Phá tất cả thị phi sẽ được tự do tự tại với những gì còn đối đãi. Nếu nhìn chẳng thấu liền bị người đâm đui mắt…"
Sau này có người hỏi Phật, hỏi pháp, đạo, thiền, sư đều "Hư!" lên một tiếng. Sư thường bảo chúng: "Khi lão già này đi sẽ rống lên một tiếng."
Đời Đường, niên hiệu Quang Khải, giặc cướp lộng hành, chúng tăng đều lánh đi nơi khác. Sư vẫn an nhiên ở lại. Giặc cướp đến, thấy không có gì lấy được, tức giận đâm vào tim sư. Từ vết đâm, một dòng sữa trắng tuôn ra. Sư vẫn không đổi thần sắc, chỉ rống lên một tiếng xa mười dặm rồi tịch. Tiếng rống của sư nổi danh trong lịch sử của thiền tông, và đã gây thắc mắc cho nhiều thiền sinh đời sau (xem Bạch Ẩn Huệ Hạc).